# つよがり (松下洸平の曲)
『つよがり』は、松下洸平の1作目のシングル。2021年8月25日にビクターエンタテインメントから発売された。

## 概要
洸平名義で2008年にシングル「STAND UP!」でメジャーデビュー後、2009年リリースの2ndシングル「おはよう おやすみ」から12年ぶりにリリース。今作で2度目のメジャーデビューを果たした。
初回限定盤（CD+DVD）、通常盤（CD）、デビュー記念セット（初回限定盤＋ハンカチ＋エコバッグ）の3形態でのリリース。

## 収録内容

### CD
| #         | タイトル                            | 作詞      | 作曲      | 編曲                | 時間  |
| --------- | ----------------------------------- | --------- | --------- | ------------------- | ----- |
| 1.        | 「つよがり」                        | 松尾潔    | 豊島吉宏  | Maestro-T、MANABOON | 4:52  |
| 2.        | 「STEP!」                           | 松下洸平  | 松下洸平  | カンノケンタロウ    | 3:58  |
| 3.        | 「みんなが見てる空」                | 松下洸平  | 松下洸平  | カンノケンタロウ    | 4:49  |
| 4.        | 「つよがり (Instrumental)」         |           |           |                     | 4:52  |
| 5.        | 「STEP! (Instrumental)」            |           |           |                     | 3:58  |
| 6.        | 「みんなが見てる空 (Instrumental)」 |           |           |                     | 4:46  |
| 合計時間: | 合計時間:                           | 合計時間: | 合計時間: | 合計時間:           | 27:15 |

### 特典DVD
| #  | タイトル             | 作詞 | 作曲・編曲 |
| -- | -------------------- | ---- | ---------- |
| 1. | 「STEP!」            |      |            |
| 2. | 「STAND UP!」        |      |            |
| 3. | 「みんなが見てる空」 |      |            |
| 4. | 「Tour Documentary」 |      |            |

## 楽曲解説
1. つよがり
2021年7月14日に先行配信リリース。
プロデューサーに松尾潔を迎え[5]、R&Bテイストのラブソングバラード。
2. STEP!
2021年1月から開催された「KOUHEI MATSUSHITA LIVE TOUR 2021 HEART to HEART」で初披露された楽曲の音源化。ライブで確実に盛り上がれる曲が欲しくて制作したと語っている[6]。
3. みんなが見てる空
2020年の新型コロナウイルスによる外出自粛期間中に制作した楽曲[6]。2020年4月28日に自身のInstagramアカウント上でデモ音源を公開した[7]。